# 養鶏
養鶏（ようけい）とは、鶏（にわとり）を飼育することである。農業分野の畜産の一種で、鶏卵の採卵や食用鶏肉の生産を目的として鶏を飼うことを指す。
食肉用鶏の大多数は、ブロイラーと称する限られた特定の品種である。採卵用鶏は「レイヤー」と称し、ひよこの雌雄は人手で選別する。愛玩鶏の繁殖・飼育も養鶏の扱いになる。
鶏の卵や肉が動物性たんぱく質資源として重視されるようになったのは明治以降。1888年（明治21年）には全国に910万羽の鶏飼養であった。1916年に畜産試験場が設置され養鶏に対する国の姿勢が積極的になり、1925年（大正14年）には3678万羽に達した。
農家の庭先など小規模なものを除外して、産業として大規模に運営される養鶏業は、国際的に極めて画一的で平準化された生産手段を採っている。鶏卵や鶏肉は他の生産者と差別化が難しい商品である。特定の品種を除けば、ブランド差別化はあまり行われていない。
海外の採卵養鶏は、ケージフリーを採用した平飼い採卵へ移行しており、日本の生産環境と差異がある。
日本の養鶏業者は比較的小規模な経営が多く、流通と販売は全国規模のスーパーマーケットや大手食品会社が主力で、生産者の価格交渉力が極めて弱い。
気候変動による飼料コストの上昇、炭素税により、早ければ2030年にも世界の養鶏が赤字になる可能性が示唆されている。

## 養鶏場
鶏を飼うための施設は養鶏場と称する。かつては放し飼いや平飼いも行われていたが、現在では鶏舎内に隙間無くケージ（鳥かご）を設置して飼うバタリーケージ飼いが主流で、1つの農場で、小規模であれば数万羽、大規模では数十万羽が飼養される。2024年の調査ではケージ飼育農場が83.9％、放牧などの平飼いケージと平飼い併用農場が6.8%と推定される。
養鶏の大規模化に伴い、悪臭など公害対策のほか、鳥インフルエンザを始めとした家畜伝染病の対策が重要である。一般人の立ち入りを極端に制限し、野鳥などの侵入を防止するため鶏舎の窓や換気口にネットを張るなど、厳重に防疫することが求められる。
鶏が排泄する鶏糞は産業廃棄物として処理されるほか、堆肥として利用されることもある。

## 鶏舎の種類

### 開放鶏舎
収容羽数の少ない飼育に適し、自然換気が可能な鶏舎である。自然の影響を受けやすく、夏や冬は配慮を要する。ほかの鶏舎にも共通する仕組みとして、一階型の低床式と二階型の高床式がある。高床式は一階に糞が落下するが堆積した糞がハエの発生源になる欠点もある。開放鶏舎はウィンドレス鶏舎に比べてサルモネラ菌の発生率が低い。

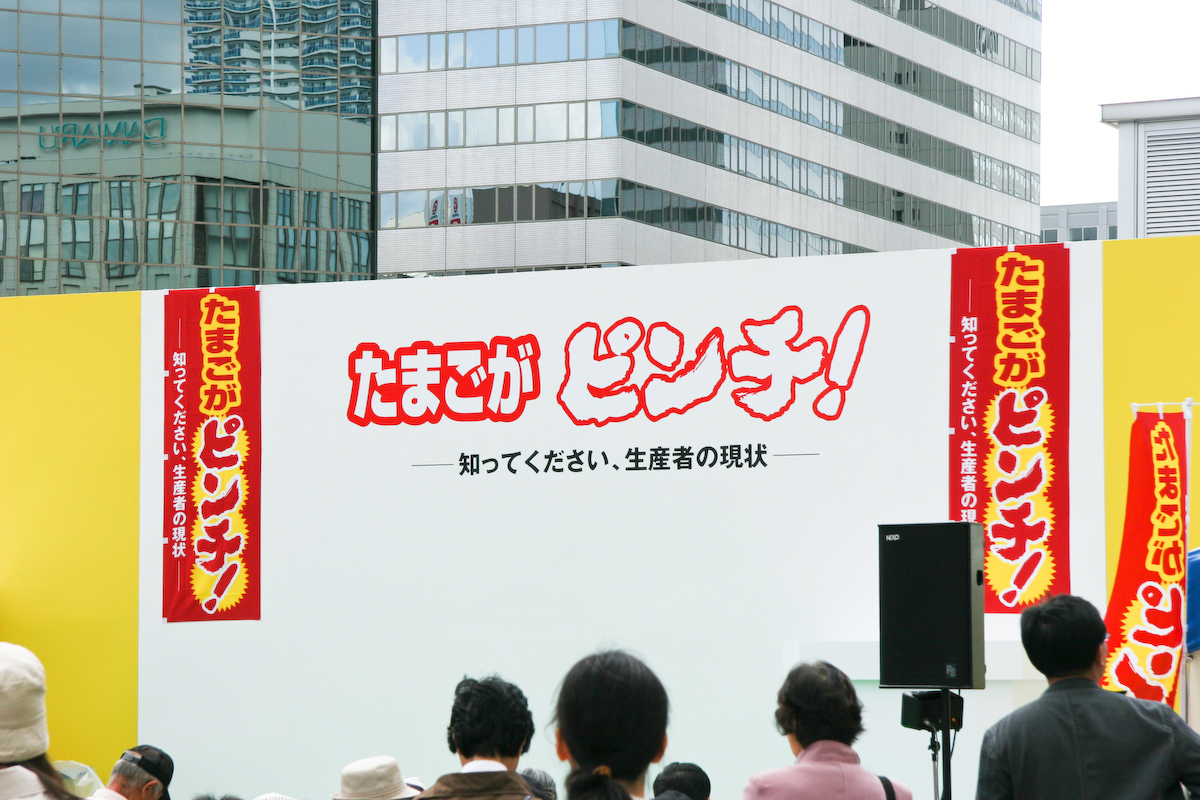
2008年にはバイオマスエタノールの需要拡大に伴い、飼料のトウモロコシなどの（仕入れ）価格が高騰してしまった。（同年10月・札幌）

### ウィンドレス鶏舎
無窓鶏舎、壁で閉鎖された鶏舎である。大羽数飼育に適し、大型の換気扇で換気する。防疫の観点から日本では激増しているが、鳥インフルエンザはウィンドレス鶏舎でも発生する。鶏の活動低下や健康阻害などが発生し、動物福祉の観点から「鶏舎には窓をつけ、天気の良い日は外の新鮮な空気、自然光を取り入れることが適切な飼育」とされ、世界的には減少傾向にある。

### セミウィンドレス鶏舎
壁の一部に設けたカーテンが開閉可能な鶏舎で、自然と換気扇を併用した換気が行われる。

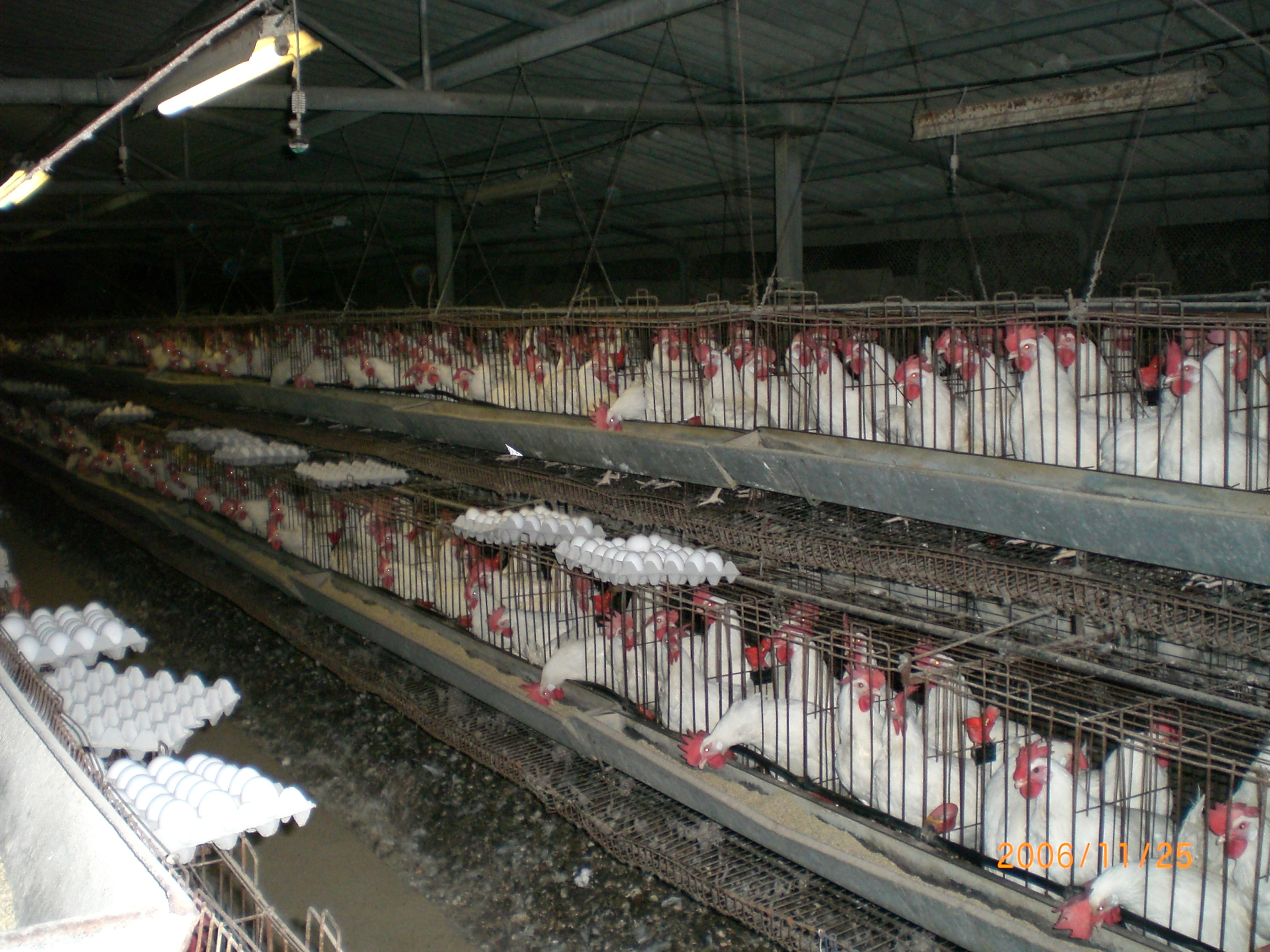
バタリーケージ

## 採卵鶏の飼育方法
肉用鶏については、ブロイラーを参照。
採卵鶏(Egg-laying chickens、レイヤー）は、孵化後すぐに雌雄鑑別され、卵を産まない雄は殺処分される。病気を防ぐため、産まれてから95日齢までに20回ほどワクチンを投与される。生後120日目くらいから卵を産み始める。雌のひなは120日齢頃まで育雛用のケージで飼育され、その後採卵用の成鶏ケージに移動される。日本では育雛期も成鶏期もケージ飼育が主流である。生後2年程度で、卵の質が落ち、経済効率が下がってくると「廃鶏（老鶏、親鶏、成鶏）」と呼ばれ、屠殺場へ出荷され、食肉加工・廃棄となる。廃鶏は、肉用鶏（ブロイラー）より肉質が堅く、経済的価値が劣り、ミンチにして食用・ペットフード用とされる。

### 雌雄鑑別
種鶏場で雄鶏と雌鶏を交配させて採取した種卵を孵化場（孵卵場）へ運び、孵化場でまとめて種卵を孵化させる。採卵用に飼育される商業鶏の（コマーシャル鶏）銘柄に、ジュリアライトやボリスブラウンなどがある。これらの商業鶏は採卵に特化した品種改変が行われているため、肉用には適さない。そのため、卵を産まない雄はヒナの雌雄鑑別で殺処分され、卵を産む雌のみが飼育される。雄が産まれてすぐに殺処分されることから、卵肉兼用品種も開発されている。
雛の時の扱いはその後の産卵率に影響する。雛の時に動物福祉に配慮した丁寧な扱いをし、輸送を行わない環境で飼育すると成鶏時の産卵量が増加し、羽毛をつつく行動が減少する。ただし通常、商業養鶏では孵化と育成は分離されているため、輸送は不可避である。

### クチバシの切断
孵化後5-7日目に、クチバシの切断（デビーク、ビークトリミングなどという）が行われる。自然環境下での鶏は、活動時間の60％を地面をつつくのに費やすが、この欲求を満たすことができない鶏舎下では、仲間同士でつつき、傷つけ合うことに繋がるためである。デビーク方法は、機械的、ホットブレード、電気、赤外線の4つの主要なグループに分類できる。
クチバシの先端には侵害受容器が存在するため、非常な苦痛をもたらし、出血や慢性的な痛みのほか、神経症や活動低下、死亡のリスクも伴う。切断後は歩行や摂食などの活動量が減少する。赤外線による切断は処置後しばらくしてくちばしが落ちるため、一見痛みがなさそうだが、実際には強力な赤外線によって嘴の先端部を壊死させるため、鶏は痛みを感じている。そのため動物福祉の問題が指摘されており、ドイツのニーダーザクセン州のように、クチバシを切断しない農家に報奨金を出す政策をとるケースもある。スウェーデン、ノルウェー、フィンランド、ドイツ、オランダなどはクチバシの切断を禁止。日本ではクチバシの切断に規制はなく、2014年の日本の採卵養鶏場のデビーク率は83.7%となっている。

### バタリーケージ飼育
孵化場で産まれたヒヨコは育雛農場に運ばれて120日前後飼育されたのちに、成鶏農場へ移動される。飼養方法は、生産効率を優先した狭小のバタリーケージ飼育が一般的である。日本の養鶏場は9割以上がバタリーケージ飼育である。バタリーケージとはワイヤー製ケージを重ねて鶏を収容する飼育方式のことで、日本の一般的な飼育密度は1羽あたり370cm2以上430cm2未満程度である。鳥類にはアンモニア濃度10ppm以下が求められるが、現代の採卵養鶏業は集約化されており、畜産規制の厳しい欧州でも平均アンモニアガスレベルが産卵鶏舎1.6-29.6ppmと高いものになっている。

日本のバタリーケージ 2羽が一つのケージに収容されている

近年、バタリーケージ飼育は、アニマルウェルフェアの観点から問題視されている。EUは1999年にバタリーケージの使用禁止が決定になり、2012年から施行された。アメリカはカリフォルニア州、マサチューセッツ州、ミシガン州、オハイオ州、オレゴン州、ワシントン州がバタリーケージの廃止を決定している。日本の養鶏業界はこのような動きについて、「欧米のこのような動きは、先進国の一員として少なからず我が国の鶏卵産業にも影響を与えることから、この情報の収集に努め、欧米とは気候風土が大きく異なり、鶏病問題にも大きな影響を与えることから我が国における鶏卵産業に実害を及ぼさないように取組むこととする。」と述べている。日本畜産技術協会は、2011年に「アニマルウェルフェアの考え方に対応した採卵鶏の飼養管理指針」を発表し、飼育方式やスペースについての指針を示し、ヨーロッパで進められている改良型のエンリッチドケージ (Furnished cages) などを紹介しているが、2024年2月時点で、国内でのバタリーケージは規制されていない。

### 光線管理
照明時間が長ければ性腺刺激ホルモンの分泌が活発になり産卵が促進され、短くなれば産卵は抑制される。そのため生産性をあげる目的で鶏舎では1日のうち16時間程の点灯が一般的である。ほぼ100％の養鶏場で光線管理が行われている。電気代の節約、鶏同士のツツキ防止などの理由から、照度は薄暗く、5-10ルクス程度で管理されることが多い。鶏は、血の色がツツキや共食いの刺激となるため、血の色が分からないように赤色光が使用されることがあるが、鶏の活動が抑制されるため動物福祉が損なわれる。一方、青色や緑色の光線は、生産性や動物福祉を向上させるとされている。鳥は脳以上のサイズの眼球を持ち、鶏は明視覚と解析度に優れ紫外線Ａ波350-40nmすらも甘受できることから光環境が鶏に及ぼす影響は他の畜産動物の比ではないと考えられる。そのため光環境は自然光に合わせるべきだとも言われる。

### 強制換羽
産卵を開始して約1年が経過すると、卵質や産卵率が低下し、自然に換羽して休産期に入る鶏が出てくるが、自然換羽は鶏群からの採卵が不均一となり、経営に難点を生ずる。この時点で、生産性を考慮して換羽前に屠殺する場合もあるが、長期間飼養する場合は、強制換羽が行われる。
強制換羽とは、10日～２週間、鶏を絶食などの給餌制限により栄養不足にさせることで、新しい羽を抜け変わらせることである。絶水は鶏の福祉に有害な影響をもたらす、絶食だけでなく絶水も伴う強制換羽が実施されることもある。強制換羽により卵の生産状態をそろえ卵質を向上させることができるが、強制換羽中、鶏はかなり神経質になり緑便をし、体調を壊し、体重は25-30％減少する。鶏の死亡率が高まることや、飢餓状態に置き、ストレスがかかることから、動物福祉上の問題となっている。アメリカ、オーストラリア、カナダなどでは強制換羽を禁止している。一方日本には規制がなく、日本では2014年の調査で、66%の農場が強制換羽実施2024年の調査では約55％の農場が強制換羽実施、そのうち46.5％が絶水や絶食併用と推定される。同2024年の日本養鶏協会の調査では、「羽数」換算で、採卵鶏の88％が強制換羽されており、そのうち46％が絶食方式となっている。
強制換羽後、約8か月間産卵させ、屠殺する。

### 屠殺
産卵率や卵質が悪くなってくると採卵鶏は「廃鶏」として出荷される。屠殺された採卵鶏は加工食品、チキンスープのだし、ペットフード、肥料などに利用される。
廃鶏の経済的価値は極めて低く、そのため出荷カゴへ入れ替える捕鳥作業にも迅速性が求められることから、その過程で損傷を負い死に至ることもある。厚生労働省の2021年度報告によると、採卵鶏の大規模食鳥処理場は全国に30施設あるが、地域の遍在、農場の大規模化などから、廃鶏の搬入から処理終了までの保管期間が長時間化している。採卵鶏が、飲食・飲水ができず、頭を伸ばして立つことの出来ない出荷カゴの中で、長期保管されていることが、2018年2月23日に国会で取り上げられた。これを受けて2018年に厚生労働省が行った調査では、24時間を超えて保管している割合がロットで約16％、中には3日を超えることもあることが分かった（いずれも輸送時間は含めず）。食鳥処理場ではカゴの中に入れた鶏を積み重ねて保管するため、上段の鶏の糞尿や割れた卵は下段の鶏へ落下し、地面に蛆が発生し、カゴ内で骨折、圧死、野生動物に襲われる事例も確認されている。

### 安楽死
治療を行っても回復の見込みがない場合や、著しい生育不良や虚弱で正常な発育に回復する見込みのない場合などは、動物福祉の観点から農場内でできる限り苦痛のない殺処分を行うことが求められている。しかしながら、2024年のアンケート調査によると34.8％の採卵養鶏場が安楽死を実施していない。

## 成鶏更新・空舎延長事業
過剰生産で卵の価格が下落した際に発動されるもので2010年に始まった事業。鶏卵の標準取引価格（日毎）が安定基準価格（163円/㎏）を下回る日の30日前から、安定基準価格（163円/㎏）を上回る日の前日までに、更新のために成鶏を屠殺し、その後60日以上の空舎期間を設ける場合に奨励金（210円/羽以内。ただし、小規模生産者(10万羽未満)は270円/羽以内）を交付するという内容。出荷先の食鳥処理場にも1羽23円以内の奨励金が交付される。これは鶏卵価格差補填事業と共に「鶏卵生産者経営安定対策事業」のうちの一つであり、2018年度の「鶏卵生産者経営安定対策事業」予算額は48億6200万円にのぼる。

## ワクモの寄生
ワクモ（鶏蜱、学名：Dermanyssus gallinae）とは、鶏に寄生して吸血を行うダニの一種で日本全国の養鶏場で寄生している。商業的な採卵農場の 60 ～ 85% は常にワクモに侵されているとされる。吸血された鶏は、かゆみ、吸血部分の脱羽、皮膚炎、貧血などを呈し、痛みとストレスにさらされ、死亡例もみられる。
月に一回程度の薬剤散布が行われるが無吸血でも9か月生存し、産まれて9日で産卵開始するため清浄化は難しい。使用される薬剤はスピノサド、ネグホン、ボルホ、ETB、バリゾン、ゴッシュなどがあり、単剤では100%の致死効果が得られなかったり、同一薬剤の長期連続使用は薬剤耐性につながるため複数の薬剤が使用される。
平成31年2月に日本から台湾へ輸出した卵から、スピノサドが台湾の残留農薬基準値 0.05ppmを上回る0.14ppmが検出されて輸入が差し止められた。日本の基準値は0.5ppmで、台湾や香港の0.01ppmに比して緩い。

## 鶏の種類
- List of chicken breeds
- Buff Orpington
- Marans
- Hamburg
- Barnevelder
- Ancona
- Plymouth Rock
- Sussex
- Leghorn
- Rhode Island Red
- hybrids

## その他
- アメリカ合衆国は、インフルエンザワクチンの製造に利用する鶏卵を生産する養鶏場は、国家安全保障に係わるものとして場所が秘匿[66]されている。